# Basil Wallace
Basil Wallace (* 12. Januar 1951 in Kingston, Jamaika) ist ein US-amerikanischer Schauspieler.

## Leben
Wallace wurde in Jamaika geboren, seine Eltern emigrierten in die Vereinigten Staaten, wo er zunächst in Brooklyn aufwuchs. Nach der Highschool besuchte er die New York University.
Nach vielen Jahren am Theater zog er 1990 nach Los Angeles. Im selben Jahr erhielt er die Rolle des Screwface, dem Gegenspieler von Steven Seagal in Zum Töten freigegeben. Es folgten einige weitere Spielfilmrollen, zudem hatte er Gastauftritte in zahlreichen erfolgreichen Fernsehserien wie Diagnose: Mord, Emergency Room – Die Notaufnahme und Pretender. 2006 war er an der Seite von Leonardo DiCaprio im für fünf Oscars nominierten Thriller Blood Diamond zu sehen.

## Filmografie (Auswahl)

### Fernsehen
- 1990: Raumschiff Enterprise: Das nächste Jahrhundert (Star Trek: The Next Generation)
- 1991: Zurück in die Vergangenheit (Quantum Leap)
- 1994: New York Cops – NYPD Blue (NYPD Blue)
- 1997: Diagnose: Mord (Diagnosis Murder)
- 1998: Practice – Die Anwälte (The Practice)
- 1999: Emergency Room – Die Notaufnahme (ER)
- 2000: Pretender
- 2002: The Agency – Im Fadenkreuz der C.I.A. (The Agency)
- 2003: CSI – Den Tätern auf der Spur (CSI: Crime Scene Investigation)
- 2004: LAX
- 2007: Navy CIS NCIS
- 2009: Burn Notice
- 2012: Navy CIS: L.A. (NCIS: Los Angeles)

### Film
- 1990: Zum Töten freigegeben (Marked for Death)
- 1991: Wedlock
- 1991: Grand Canyon – Im Herzen der Stadt (Grand Canyon)
- 1992: Rapid Fire – Unbewaffnet und extrem gefährlich (Rapid Fire)
- 1993: Return of the Living Dead III
- 2001: Joyride – Spritztour (Joy Ride)
- 2002: Like Mike
- 2006: Blood Diamond